# Leichtmetallwagen
Als Leichtmetallwagen werden Schienenfahrzeuge bezeichnet, die mit einem Aluminium-Wagenkasten ausgerüstet sind. Damit ist eine zusätzliche Gewichtseinsparung gegenüber dem Leichtstahlwagen möglich.

## Geschichte
Der Bau von Leichtmetallwagen begann gegen Ende des Zweiten Weltkriegs bei der Schweizerischen Industriegesellschaft (SIG), die von den SBB den Auftrag erhalten hatte, für die Brünigbahn, ihre einzige Schmalspurstrecke, die aber auch Zahnstangenabschnitte aufwies, einen möglichst leichten Reisezugwagen zu bauen. Dies gelang mit einer selbständigen Schalenbauart, bei der Unterbau, Wände und Dach eine Einheit bilden. Ein Wagen wog so noch 13 bis 14 Tonnen. Ein Gepäcktriebwagen konnte somit vier statt nur drei Vierachser über die Zahnstangenrampe befördern. Bei einer weiteren Bauserie, die 1954 in Betrieb ging, konnte das Gewicht nochmals um eine Tonne gesenkt werden. Erste Erfahrungen mit Aluminium hatten SIG und SBB bereits 1939 gesammelt, als ein Aussichtswagen mit Mitteleinstieg gebaut wurde. Dieser hatte ein Stahluntergestell mit Fischbauchträgern, auf den der Kasten aus Aluminium und Glas aufgesetzt war. Es handelte sich also noch nicht um eine selbsttragende Konstruktion. In ähnlicher Weise verfuhr die Schweizerische Waggonsfabrik Schlieren beim Bau von normalspurigen Nebenbahnwagen für die SBB, die ab 1947 in Betrieb kamen. Wegen der herrschenden Materialknappheit wurden die Untergestelle mit Sprengwerk aus Altmaterial abgebrochener Wagen konstruiert; darauf aufgesetzt wurde ein Aluminiumkasten. Daraus resultierte ein Wagengewicht von nur noch 20 Tonnen.

### Schweiz
- Leichtmetallwagen Typ «Seetal» (1947) der SBB und der PBr
- Einheitswagen I (1962) SBB B 8201 bis 8203, später RHB B 10 und 11 sowie GFM B 363
- Einheitswagen III (1975) der SBB, heute BLS
- IC2000 (1996)
- Auch viele schmalspurige Mitteleinstiegswagen und Einheitswagen sind in Aluminiumbauweise erstellt worden.

### Deutschland
Neben Reisezugwagen erhielten auch Wagen der S- und U-Bahnen Wagenkästen aus Aluminium, z. B. die Baureihen A3L (West-Berlin, 1966) und G (Ost-Berlin, 1974) der Berliner U-Bahn.

### Frankreich
- XR 1341–44 ex AT1–AT4 der Chemins de fer de Provence (1949–53) Leichtmetallkasten mit Mitteleinstieg, Umbau aus A521–24[3][4].
- B41–44 der Chemins de fer de la Camargue (1946) von Décauville, Gewicht 7,5 t, 80 Plätze, im Einsatz bis zur definitiven Einstellung des Personenverkehrs 1957.[5]